# Xã Grant, Quận Nodaway, Missouri
Xã Grant (tiếng Anh: Grant Township) là một xã thuộc quận Nodaway, tiểu bang Missouri, Hoa Kỳ. Năm 2010, dân số của xã này là 560 người.